# پروپیلیا

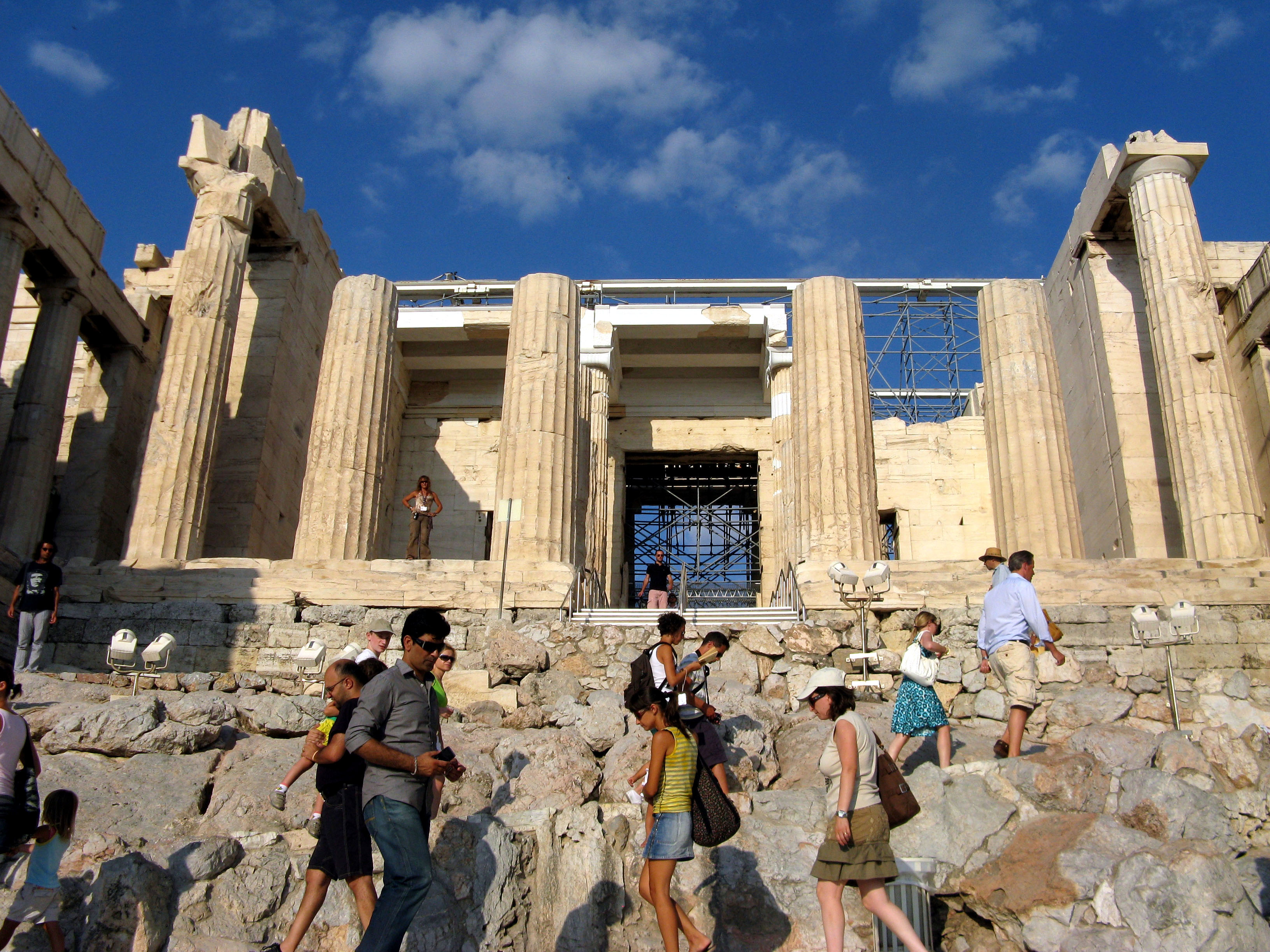
پلکان منتهی به نمای غربی پروپیلیا.

پروپیلیا (انگلیسی: Propylaea) (در یونانی: Προπύλαια) در معماری یونان باستان به هر نوع دروازه بزرگ گفته می‌شود. نمونه اولیه یونانی آن، پروپیلیاست که ورودی آکروپولیس در آتن بوده است. دروازه براندنبورگ برلین و پروپیلیای مونیخ هردو یادآور بخش مرکزی پروپیلیای آتن هستند. 